# Зарницы (Липецкая область)
Зарни́цы — посёлок Добровского сельсовета Добровского района Липецкой области.

## География
Расположены на шоссе Доброе — Мичуринск.

## История
Посёлок был основан не позднее второй половины XX века. Прежде имел другое название — До́бровский Лесхо́з.
В конце XX века стало чаще употребляться название Зарницы.

## Население
| 1997 | 2010 |
| ---- | ---- |
| 150  | ↘95  |